# Kaple svaté Rodiny (Výšinka)
Kaple svaté Rodiny je římskokatolická kaple ve Výšince, stojí vedle motorestu Na Výšince u silnice I/37. Je v soukromém vlastnictví.

## Historie
Kaplička pochází z roku 1897. Chátrat začala od padesátých let 20. století, v osmdesátých letech byla vykradena a ukraden byl i zvon. Stavba je bez oken, omítka silně poškozená, střecha rezavá, věžičku již nezdobí kříž.

## Interiér
Interiér je zdevastovaný.